# Eliminatoria a la Eurocopa Sub-18 1992
La Eliminatoria al Campeonato Europeo Sub-18 1992 fue la ronda de clasificación que tuvieron que disputar 32 selecciones juveniles de Europa para acceder a la ronda final del torneo a disputarse en Alemania, la cual otorgaba 6 plazas para la Copa Mundial de Fútbol Sub-20 de 1993.
Los equipos fueron divididos en 8 grupos de 4 equipos cada uno, en donde el vencedor de cada grupo clasificaba a la fase final del torneo.

## Grupo 1
| País    | J | G | E | P | GF | GC | GD | Pts |
| ------- | - | - | - | - | -- | -- | -- | --- |
| Turquía | 6 | 3 | 3 | 0 | 8  | 2  | +6 | 9   |
| Israel  | 6 | 3 | 2 | 1 | 8  | 5  | +3 | 8   |
| Grecia  | 6 | 1 | 2 | 3 | 5  | 7  | –2 | 4   |
| Suiza   | 6 | 1 | 1 | 4 | 3  | 10 | –7 | 3   |

|  | Grecia  | 1–1 | Suiza   |
|  | Israel  | 2–0 | Suiza   |
|  | Turquía | 1–1 | Israel  |
|  | Grecia  | 2–0 | Israel  |
|  | Suiza   | 0–1 | Israel  |
|  | Turquía | 1–0 | Grecia  |
|  | Suiza   | 0–4 | Turquía |
|  | Suiza   | 2–1 | Grecia  |
|  | Grecia  | 0–0 | Turquía |
|  | Turquía | 1–0 | Suiza   |
|  | Israel  | 3–1 | Grecia  |
|  | Israel  | 1–1 | Turquía |

## Grupo 2
| País     | J | G | E | P | GF | GC | GD | Pts |
| -------- | - | - | - | - | -- | -- | -- | --- |
| Hungría  | 6 | 4 | 0 | 2 | 11 | 6  | +5 | 8   |
| Chipre   | 6 | 4 | 0 | 2 | 10 | 9  | +1 | 8   |
| Rumania  | 6 | 3 | 1 | 2 | 8  | 8  | 0  | 7   |
| Bulgaria | 6 | 0 | 1 | 5 | 4  | 10 | –6 | 1   |

|  | Hungría  | 1–0 | Rumania  |
|  | Hungría  | 0–1 | Chipre   |
|  | Chipre   | 3–1 | Bulgaria |
|  | Rumania  | 3–2 | Chipre   |
|  | Bulgaria | 0–1 | Chipre   |
|  | Chipre   | 0–5 | Hungría  |
|  | Rumania  | 3–1 | Hungría  |
|  | Rumania  | 1–1 | Bulgaria |
|  | Hungría  | 2–1 | Bulgaria |
|  | Bulgaria | 1–2 | Hungría  |
|  | Bulgaria | 0–1 | Rumania  |
|  | Chipre   | 3–0 | Rumania  |

## Grupo 3
| País       | J | G | E | P | GF | GC | GD  | Pts |
| ---------- | - | - | - | - | -- | -- | --- | --- |
| Portugal   | 6 | 4 | 2 | 0 | 18 | 1  | +17 | 10  |
| Francia    | 6 | 4 | 1 | 1 | 11 | 5  | +6  | 9   |
| Dinamarca  | 6 | 2 | 1 | 3 | 13 | 7  | +6  | 5   |
| Luxemburgo | 6 | 0 | 0 | 6 | 2  | 31 | –29 | 0   |

|  | Dinamarca  | 7–0 | Luxemburgo |
|  | Portugal   | 0–0 | Francia    |
|  | Francia    | 2–0 | Dinamarca  |
|  | Luxemburgo | 0–5 | Portugal   |
|  | Francia    | 0–3 | Portugal   |
|  | Portugal   | 3–0 | Dinamarca  |
|  | Luxemburgo | 0–5 | Francia    |
|  | Dinamarca  | 1–2 | Francia    |
|  | Portugal   | 7–1 | Luxemburgo |
|  | Francia    | 2–1 | Luxemburgo |
|  | Dinamarca  | 0–0 | Portugal   |
|  | Luxemburgo | 0–5 | Dinamarca  |

## Grupo 4
| País     | J | G | E | P | GF | GC | GD  | Pts |
| -------- | - | - | - | - | -- | -- | --- | --- |
| Alemania | 6 | 4 | 2 | 0 | 13 | 3  | +10 | 10  |
| Italia   | 6 | 3 | 3 | 0 | 15 | 2  | +13 | 9   |
| España   | 6 | 0 | 3 | 3 | 2  | 9  | –7  | 3   |
| Malta    | 6 | 0 | 2 | 4 | 1  | 17 | –16 | 2   |

|  | Italia   | 9–0 | Malta    |
|  | España   | 0–2 | Italia   |
|  | Malta    | 1–1 | España   |
|  | Malta    | 0–1 | Alemania |
|  | Italia   | 0–0 | España   |
|  | Alemania | 4–0 | Malta    |
|  | España   | 1–3 | Alemania |
|  | Alemania | 0–0 | Italia   |
|  | España   | 0–0 | Malta    |
|  | Italia   | 2–2 | Alemania |
|  | Alemania | 3–0 | España   |
|  | Malta    | 0–2 | Italia   |

## Grupo 5
| País       | J | G | E | P | GF | GC | GD | Pts |
| ---------- | - | - | - | - | -- | -- | -- | --- |
| Inglaterra | 6 | 4 | 1 | 1 | 9  | 4  | +5 | 9   |
| Bélgica    | 6 | 2 | 3 | 1 | 6  | 4  | +2 | 7   |
| Islandia   | 6 | 1 | 3 | 2 | 7  | 8  | –1 | 5   |
| Gales      | 6 | 0 | 3 | 3 | 2  | 8  | –6 | 3   |

|  | Islandia   | 2–3 | Inglaterra |
|  | Bélgica    | 1–1 | Islandia   |
|  | Inglaterra | 0–0 | Bélgica    |
|  | Gales      | 1–1 | Bélgica    |
|  | Gales      | 0–1 | Inglaterra |
|  | Inglaterra | 3–0 | Gales      |
|  | Islandia   | 0–0 | Gales      |
|  | Gales      | 1–1 | Islandia   |
|  | Inglaterra | 2–1 | Islandia   |
|  | Islandia   | 2–1 | Bélgica    |
|  | Bélgica    | 1–0 | Inglaterra |
|  | Bélgica    | 2–0 | Gales      |

## Grupo 6
| País              | J | G | E | P | GF | GC | GD  | Pts |
| ----------------- | - | - | - | - | -- | -- | --- | --- |
| Polonia           | 6 | 6 | 0 | 0 | 15 | 0  | +15 | 12  |
| Irlanda           | 6 | 3 | 1 | 2 | 9  | 12 | –3  | 7   |
| Irlanda del Norte | 6 | 0 | 3 | 3 | 4  | 10 | –6  | 3   |
| Escocia           | 6 | 0 | 2 | 4 | 4  | 10 | –6  | 2   |

|  | Irlanda del Norte | 0–2 | Irlanda           |
|  | Polonia           | 1–0 | Escocia           |
|  | Irlanda           | 2–1 | Escocia           |
|  | Polonia           | 3–0 | Irlanda del Norte |
|  | Escocia           | 0–0 | Irlanda del Norte |
|  | Escocia           | 1–3 | Irlanda           |
|  | Polonia           | 5–0 | Irlanda           |
|  | Irlanda           | 0–3 | Polonia           |
|  | Irlanda del Norte | 0–1 | Polonia           |
|  | Escocia           | 0–2 | Polonia           |
|  | Irlanda           | 2–2 | Irlanda del Norte |
|  | Irlanda del Norte | 2–2 | Escocia           |

## Grupo 7
| País         | J | G | E | P | GF | GC | GD | Pts |
| ------------ | - | - | - | - | -- | -- | -- | --- |
| Noruega      | 6 | 4 | 0 | 2 | 12 | 4  | +8 | 8   |
| Finlandia    | 6 | 4 | 0 | 2 | 8  | 5  | +3 | 8   |
| Países Bajos | 6 | 3 | 0 | 3 | 8  | 10 | –2 | 6   |
| Austria      | 6 | 1 | 0 | 5 | 4  | 13 | –9 | 2   |

|  | Finlandia    | 0–2 | Noruega      |
|  | Noruega      | 4–1 | Países Bajos |
|  | Países Bajos | 0–3 | Finlandia    |
|  | Países Bajos | 2–0 | Noruega      |
|  | Noruega      | 1–0 | Austria      |
|  | Finlandia    | 0–3 | Austria      |
|  | Noruega      | 0–1 | Finlandia    |
|  | Austria      | 0–2 | Finlandia    |
|  | Austria      | 0–5 | Noruega      |
|  | Finlandia    | 2–0 | Países Bajos |
|  | Austria      | 0–1 | Países Bajos |
|  | Países Bajos | 4–1 | Austria      |

## Grupo 8
| País            | J | G | E | P | GF | GC | GD | Pts |
| --------------- | - | - | - | - | -- | -- | -- | --- |
| Unión Soviética | 6 | 3 | 2 | 1 | 15 | 9  | +6 | 8   |
| Yugoslavia      | 6 | 2 | 2 | 2 | 12 | 13 | –1 | 6   |
| Checoslovaquia  | 6 | 1 | 4 | 1 | 7  | 8  | –1 | 6   |
| Suecia          | 6 | 0 | 4 | 2 | 10 | 14 | –4 | 4   |

|  | Yugoslavia      | 3–2 | Unión Soviética |
|  | Checoslovaquia  | 2–2 | Suecia          |
|  | Unión Soviética | 3–0 | Checoslovaquia  |
|  | Suecia          | 1–1 | Yugoslavia      |
|  | Suecia          | 2–2 | Unión Soviética |
|  | Checoslovaquia  | 2–0 | Yugoslavia      |
|  | Suecia          | 1–1 | Checoslovaquia  |
|  | Unión Soviética | 4–2 | Yugoslavia      |
|  | Yugoslavia      | 6–4 | Suecia          |
|  | Yugoslavia      | 0–0 | Checoslovaquia  |
|  | Unión Soviética | 2–0 | Suecia          |
|  | Checoslovaquia  | 2–2 | Unión Soviética |